# پایین مرزناک
پایین مرزناک، روستایی از توابع بخش بابل‌کنار شهرستان بابل در استان مازندران ایران است.

## جمعیت
این روستا در دهستان بابل‌کنار قرار دارد و براساس سرشماری مرکز آمار ایران در سال ۱۳۸۵، جمعیت آن ۲۰۸ نفر (۵۰خانوار) بوده‌است.